# Lophophora latipennis
Lophophora latipennis là một loài bướm đêm trong họ Noctuidae.